# Fabijan Buntić
Fabijan Buntić (* 24. Februar 1997 in Stuttgart) ist ein deutsch-kroatischer Fußballtorhüter.

## Karriere
Buntić spielte ab 2012 im Nachwuchsbereich des VfB Stuttgart und gehörte im Frühjahr 2016 mehrfach zum Aufgebot der Drittligamannschaft des VfB, ohne dabei zum Einsatz zu kommen. Im Sommer 2016 wechselte er zum Zweitligisten FC Ingolstadt 04. Dort stand er zunächst für die 2. Mannschaft in der Regionalliga Bayern im Tor. Sein Debüt im Profifußball gab er am 15. Spieltag der Zweitligasaison 2018/19 gegen den Hamburger SV, als er von Interimscoach Roberto Pätzold in die Startelf berufen wurde. Die Schanzer verloren mit 1:2. Auch unter Nachfolgetrainer Jens Keller erhielt Buntić in den folgenden drei Partien den Vorzug gegenüber den erfahreneren Konkurrenten Philipp Heerwagen und Marco Knaller. Am Saisonende stieg der FC Ingolstadt aus der zweiten Liga ab. Zur Drittligasaison 2019/20 wurde Buntić Stammtorhüter beim FCI. Am 6. Februar 2021, dem 23. Spieltag der Saison 2020/21, gelang ihm in seinem 61. Ligaspiel für den FC Ingolstadt beim 2:1-Heimsieg gegen den FC Viktoria Köln mit dem Treffer zum 1:1 in der Nachspielzeit sein erstes Tor.
Im Sommer 2022 wechselte er in die 1. portugiesische Liga zum FC Vizela. Nach zwei Spielzeiten und 67 Ligaeinsätze in Portugal wechselte er im Sommer 2024 zum aserbaidschanischen Erstligisten Qarabağ Ağdam, bei dem er einen Dreijahresvertrag unterschrieb.

### Nationalmannschaft
Buntić absolvierte von 2014 bis 2016 insgesamt 13 Partien für die kroatischen U-18- und U-19-Nationalmannschaften.